# Plagiodera finisafricae
Plagiodera finisafricae là một loài bọ cánh cứng trong họ Chrysomelidae. Loài này được Biondi & Daccordi miêu tả khoa học năm 1998.